# Vauxcéré
Vauxcéré is een plaats en voormalige gemeente in het Franse departement Aisne in de regio Hauts-de-France en telt 112 inwoners (2009).
De gemeente is op 1 januari 2016 opgeheven en opgegaan in de huidige gemeente Les Septvallons. Deze gemeente maakt deel uit van het arrondissement Soissons.

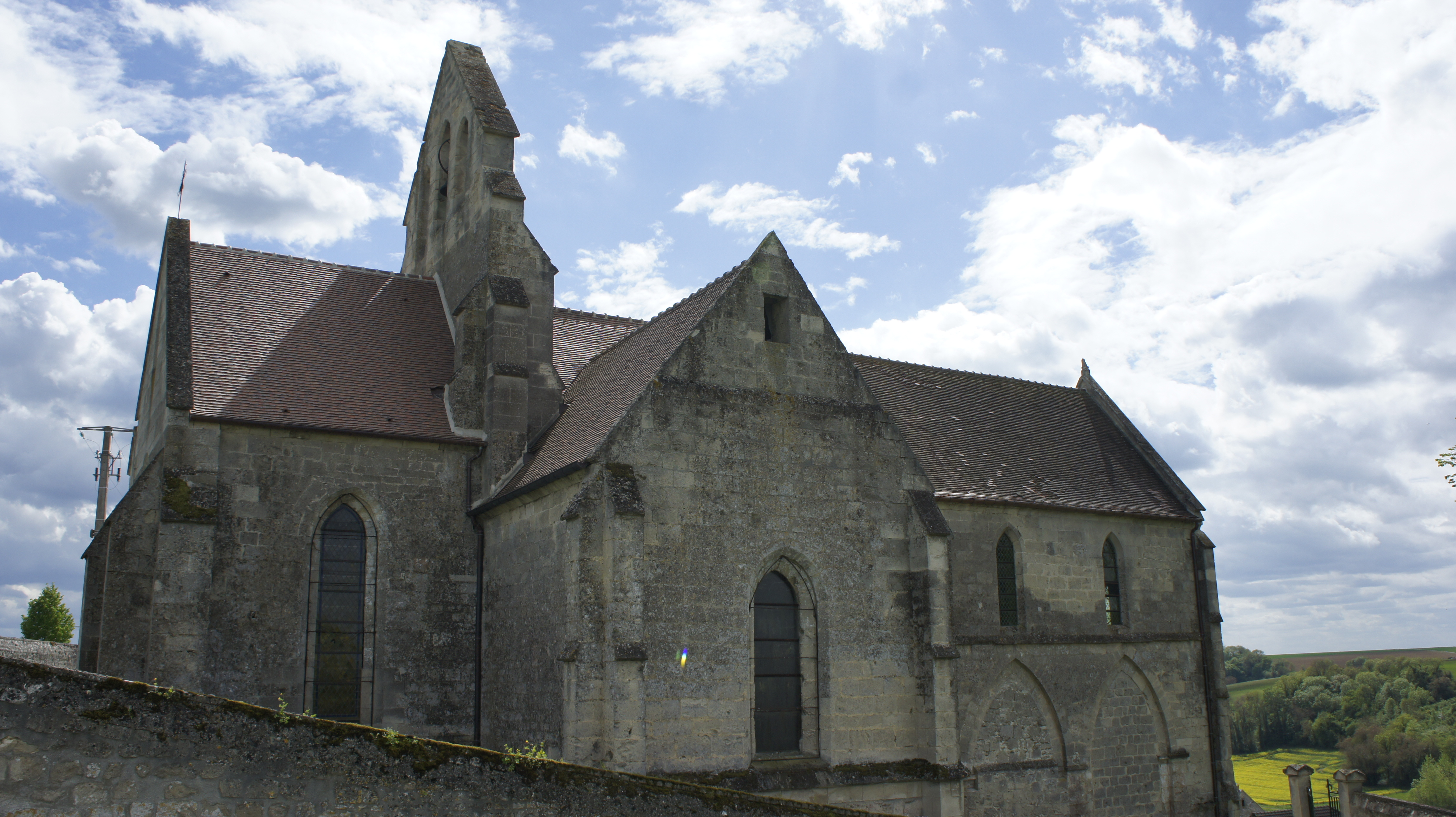
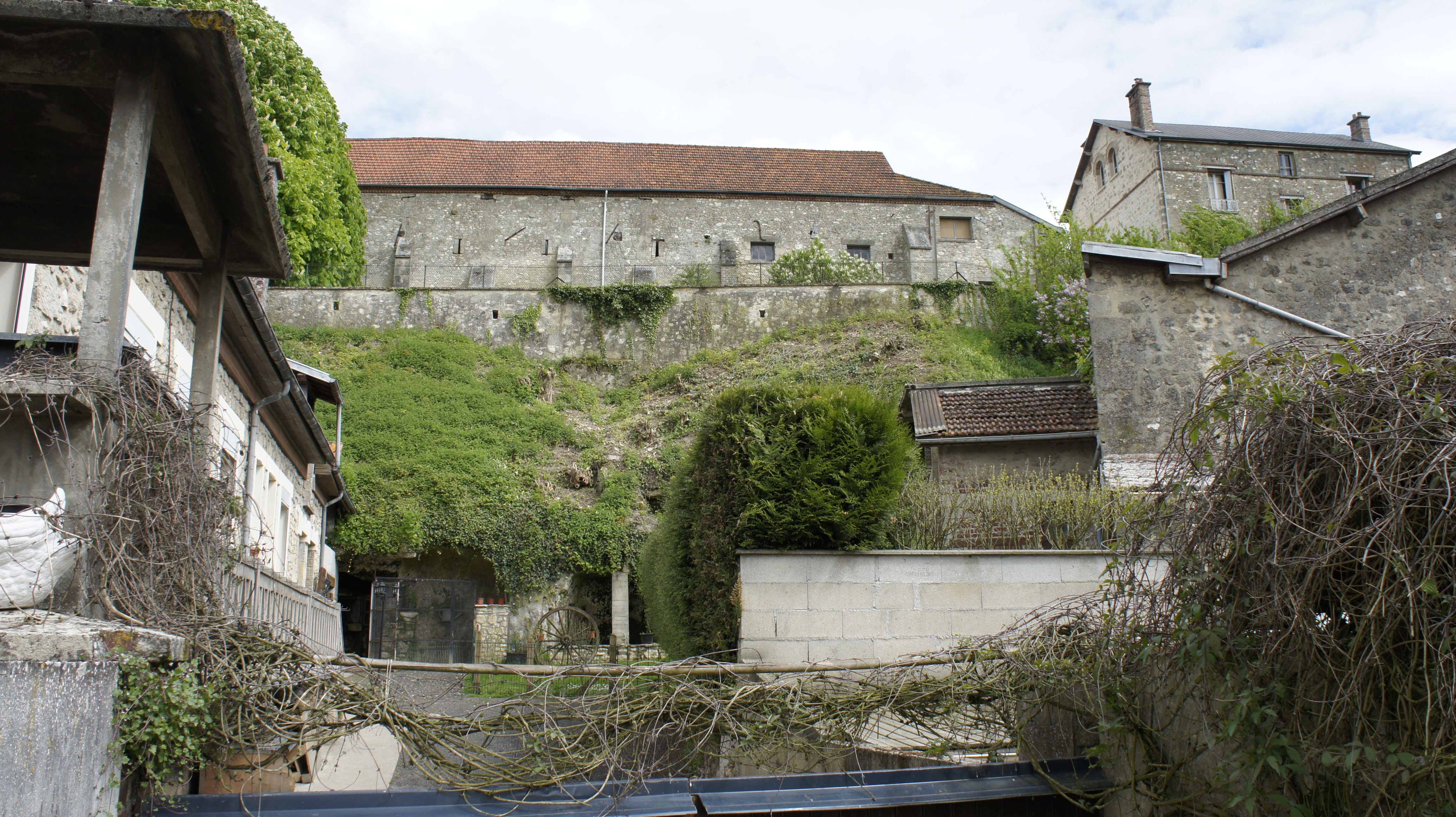
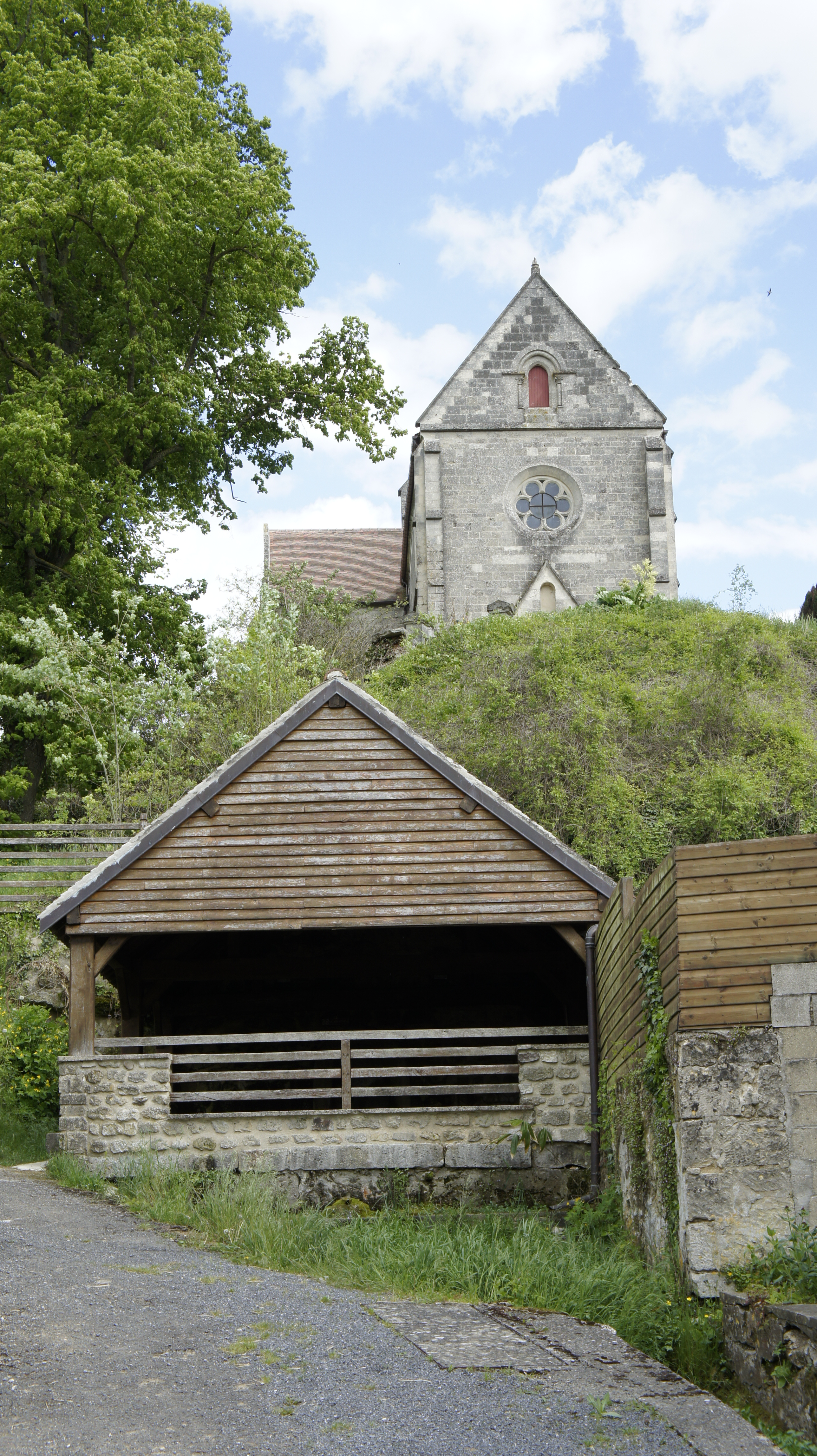

## Geografie
De oppervlakte van Vauxcéré bedraagt 5,9 km², de bevolkingsdichtheid is dus 19 inwoners per km².
De onderstaande kaart toont de ligging van Vauxcéré met de belangrijkste infrastructuur en aangrenzende gemeenten.

## Demografie
Onderstaande figuur toont het verloop van het inwonertal (bron: INSEE-tellingen).
Vanwege een beveiligingsprobleem met de MediaWiki Graph-software is het momenteel niet mogelijk deze grafiek weer te geven. Zodra de software is bijgewerkt zal de grafiek vanzelf weer zichtbaar worden.